# Musician (Porter Robinson)
Musician è un singolo del musicista e cantante americano Porter Robinson, pubblicato con la Mom + Pop il 3 marzo 2021.
La traccia è stata scritta col gruppo musicale britannico Kero Kero Bonito e ha un campionamento di una traccia dove essi collaborano con il produttore. Contiene anche altri due campionamenti: uno dalla traccia Think (About It) della cantante Lyn Collins e l'altro di It Takes Two dei Rob Base and DJ E-Z Rock.
La canzone parla sulla sua decisione di diventare un artista musicale.